# نیکی سیکس
نیکی سیکس (انگلیسی: Nikki Sixx؛ زادهٔ ۱۱ دسامبر ۱۹۵۸) موسیقی‌دان، ترانه‌سرا، و عکاس اهل ایالات متحده آمریکا است. وی از سال ۱۹۷۵ میلادی تاکنون مشغول فعالیت بوده‌است.